# Lješnica (Berane)
Pour les articles homonymes, voir Lješnica.
Lješnica (en serbe cyrillique : Љешница) est un village du nord-est du Monténégro, dans la municipalité de Berane.

## Démographie

### Évolution historique de la population
| 1948 | 1953 | 1961 | 1971 | 1981 | 1991 | 2003 |
| ---- | ---- | ---- | ---- | ---- | ---- | ---- |
| 95   | 105  | 103  | 80   | 63   | 55   | 60   |